# 北京站 (地铁)
北京站地鐵站是一个位于中国北京市东城区建国门街道北京站西街、北京站东街、北京站街交叉口北京站北侧，属于北京地铁2号线的地铁车站，1971年1月15日随北京地铁一期工程投入试运营。

## 车站结构

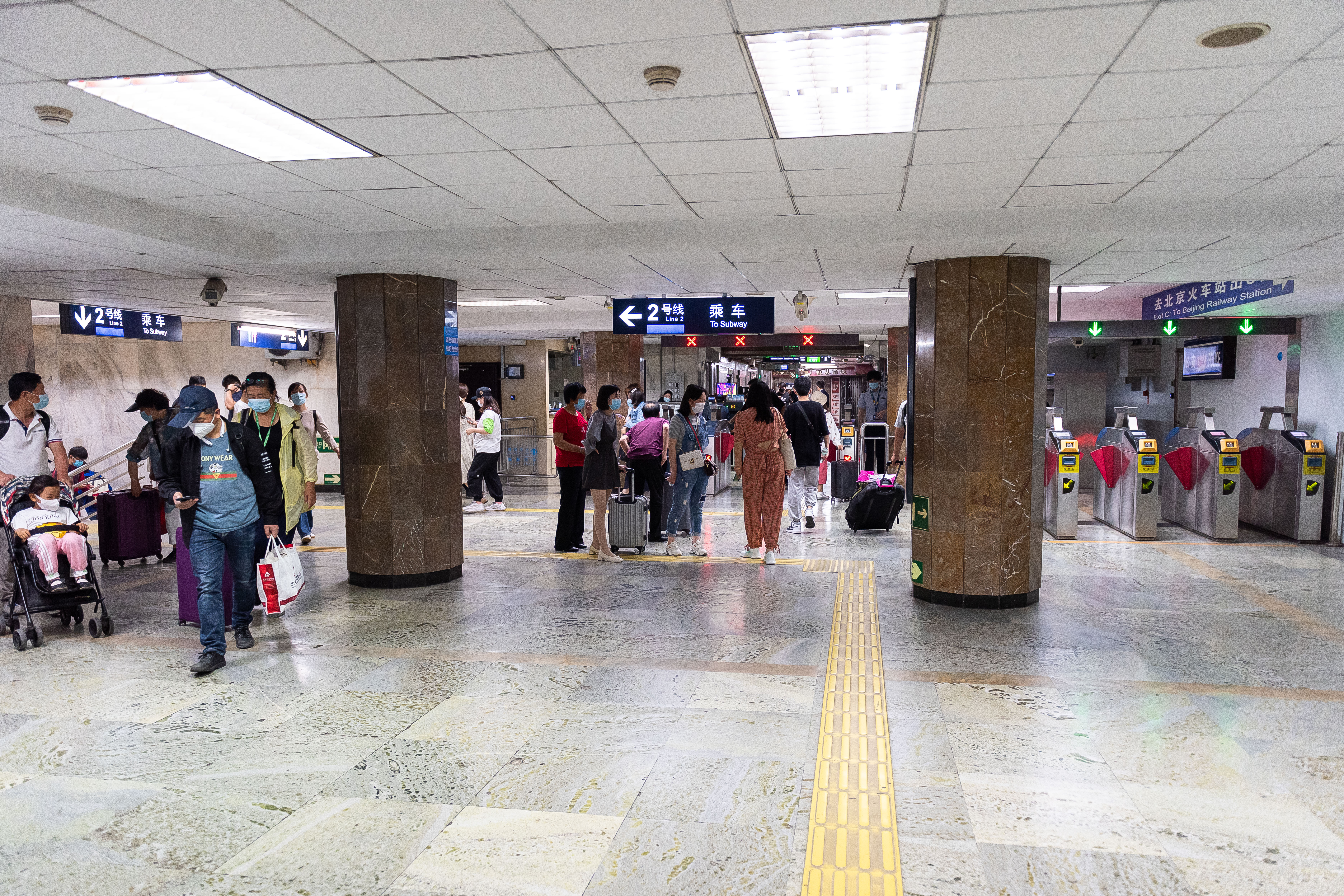
加装扶梯前的东站厅（2021年5月摄）

与北京地铁一期工程多数车站一样，本站的站厅设于两端，站厅至站台不设自动扶梯。2021年5月8日，本站开始对西厅进行扶梯加装施工改造，6月28日完工，6月29日启用下行扶梯；东厅则于2021年7月6日至9月28日进行扶梯加装工程，9月29日启用上行扶梯。
| 地面层          | 出入口              | A—D出入口                        |
| 地下一层 站厅层 | 站厅                | 票务服务、自动售票机、一卡通充值 |
| 地下二层 站台层 |                     | 2号线内环（崇文门）              |
| 地下二层 站台层 | 岛式站台，左侧開门  |                                  |
| 地下二层 站台层 | 2号线外环（建国门） |                                  |

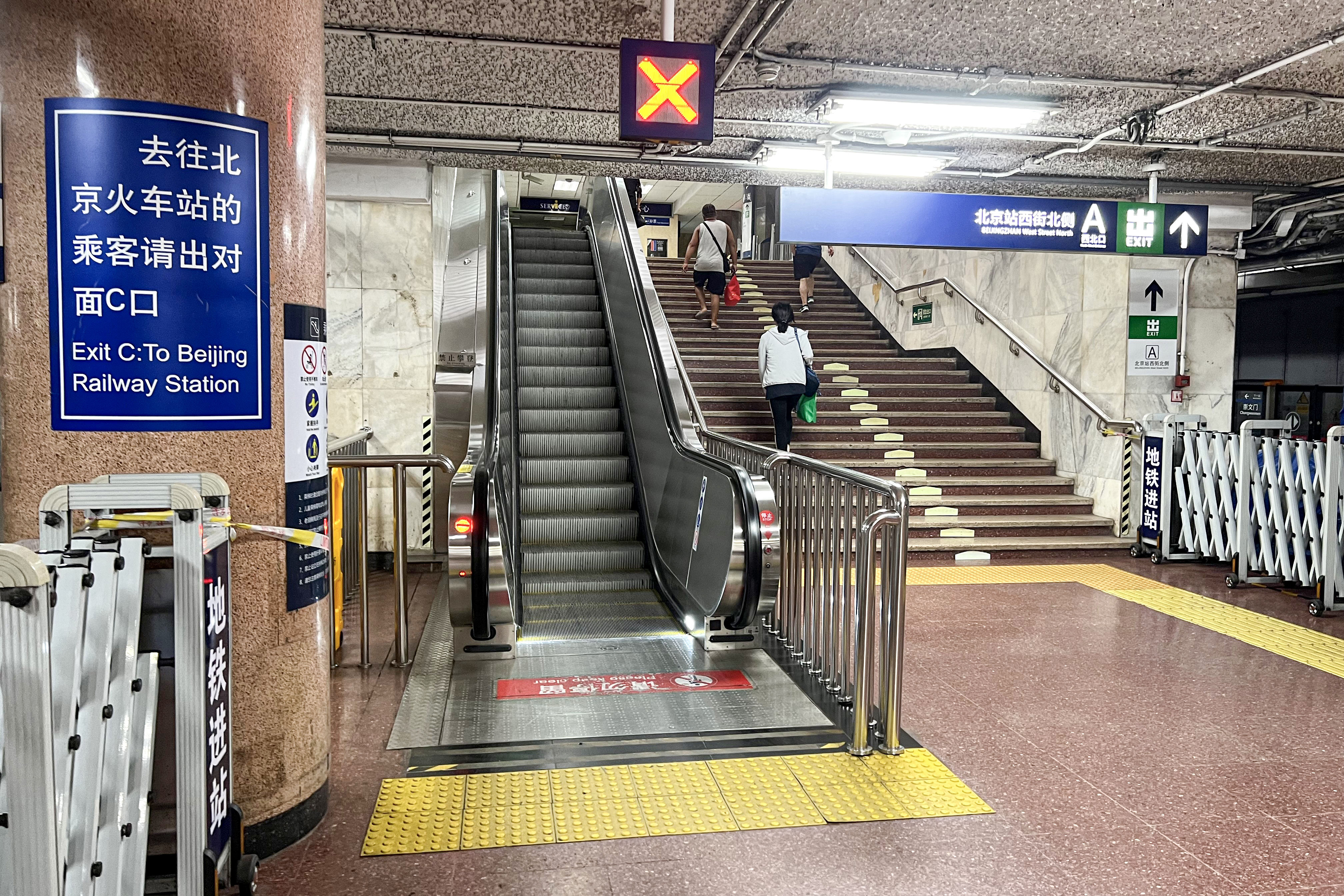
站台西侧的下行扶梯
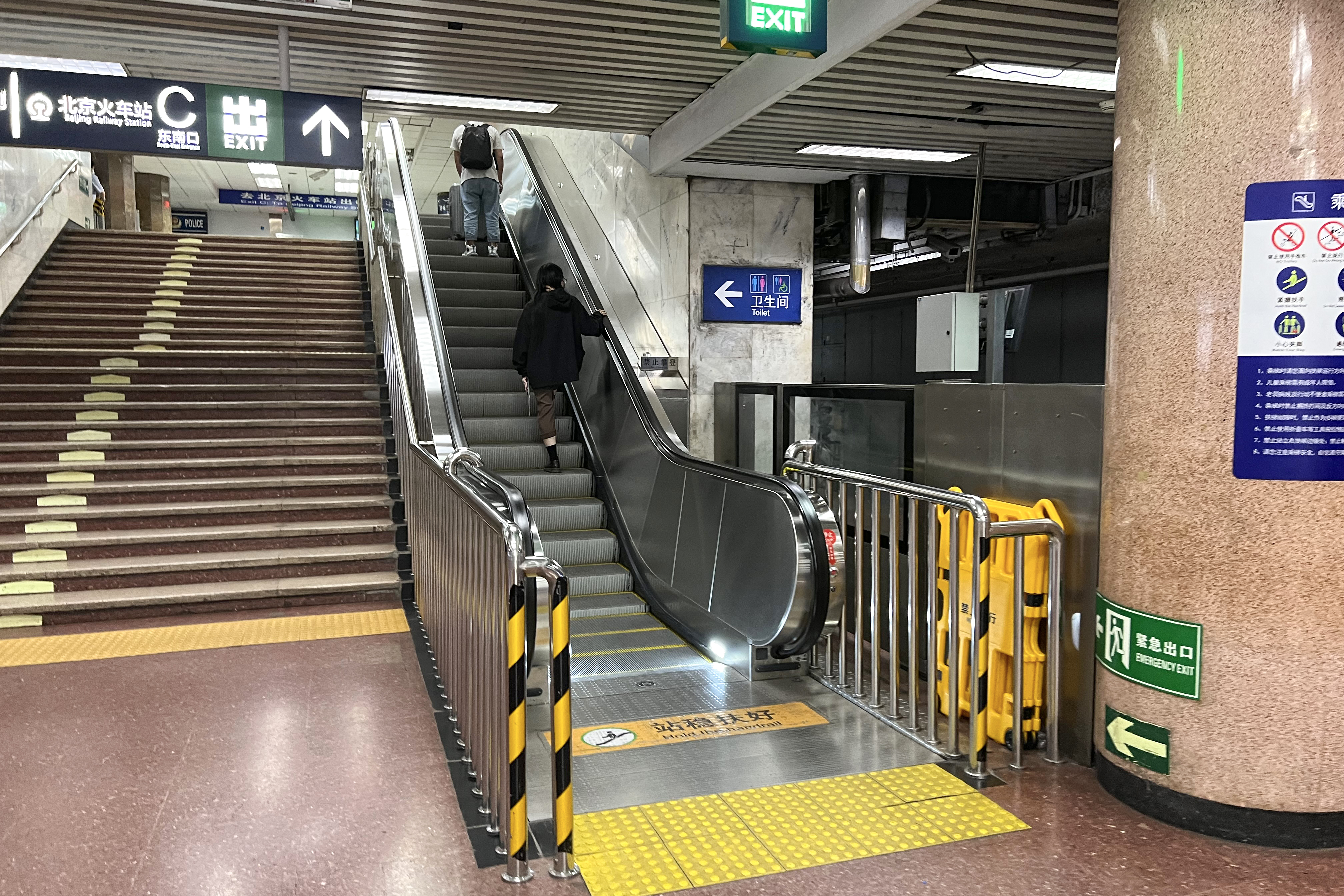
站台东侧的上行扶梯

## 位置
这个站位于北京火车站北广场，北京站西街－北京站東街（东西向）及北京站街（向北）的交匯處。

## 出口
北京站一共有4个出口：A西北、B东北、C东南、D西南。其中C口仅供出站使用，D口仅供进站使用。
|                           |      | |      |                |
| 编号                      | 指示 | 建议前往的目的地 | 图片 | 无障碍设施图片 |
| 出口 · A · 轮椅升降台标志 |      | 全国妇联、北京市政协、建国门街道办事处、长安大戏院、宝辰饭店、国际饭店、三元金安大酒店、北京市东城区职业教育中心学校           |      |                |
| 出口 · B                  |      | 中粮广场、中国铁路北京局集团有限公司北京办事处、北京站地区管理处、恒基中心、中华人民共和国海关总署、中国社会科学院、国家旅游局 |      | 不適用         |
| · （仅供出站）            |      | 信通大厦、北京站出站口 |      | 不適用         |
| · （仅供进站）            |      | 2号线 |      | 不適用         |
| 註： 設有輪椅升降台       |      | |      |                |

## 历史

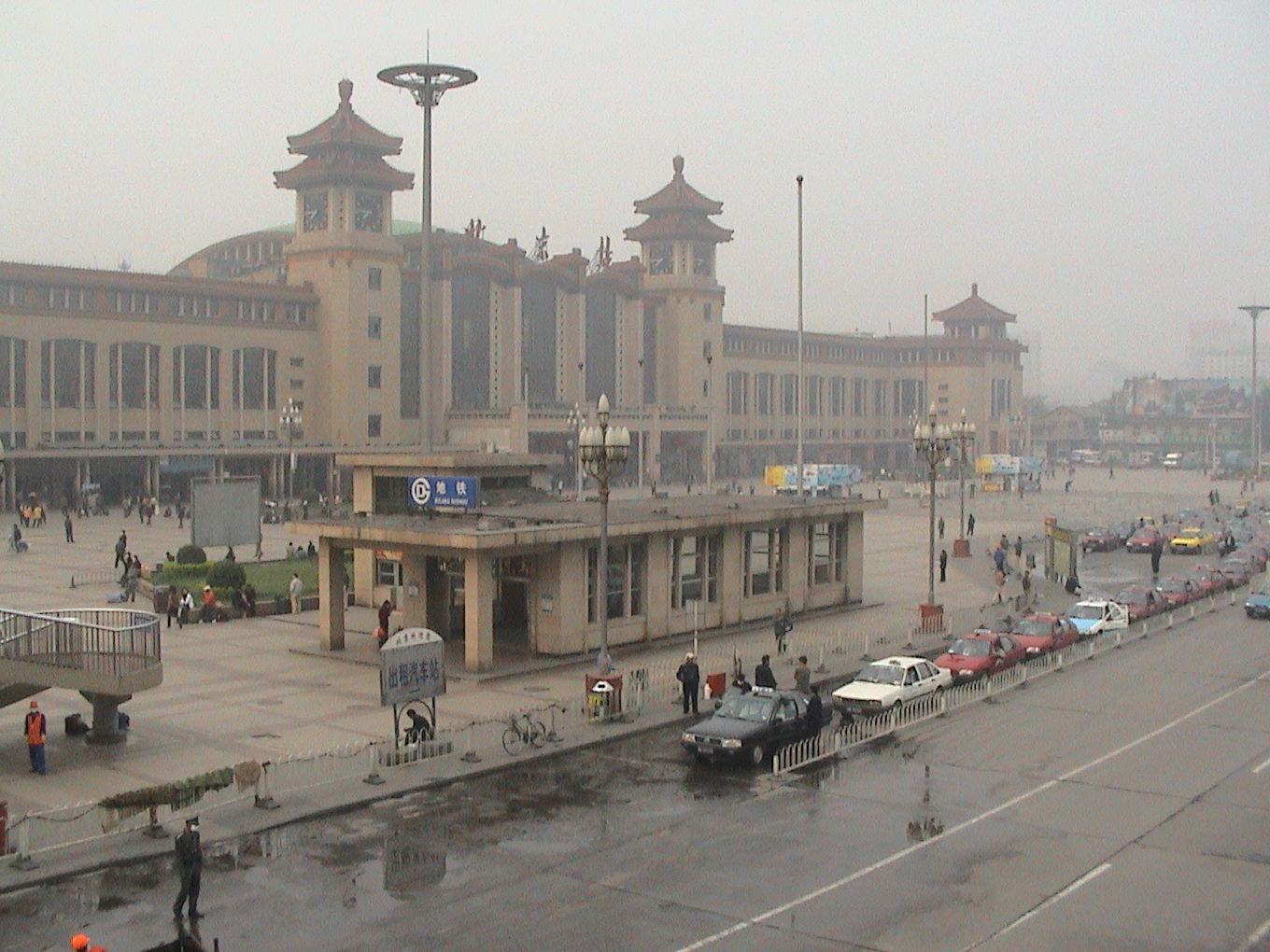
原有的北京站地铁C口（摄于2003年5月），2007年10月被拆除

地铁北京站是北京地铁一期工程的东端终点站，1971年1月15日开始内部售票接待参观群众。1987年12月28日，随着北京地铁环线形成，本站成为环线中途站，不再作为终点站使用。2007年10月15日，由于自动售检票系统加装工程需要，地铁北京站C口封闭，同月22日正式开始施工。
2008年6月9日，北京地铁全面启用自动售检票系统，北京站当天采取IC卡和单程票分离进站的措施，而当时C、D口的地上售票设施建设仍未完工，导致该站A、B口客流量猛增，超过承受能力，北京地铁不得不自6月10日起对该站采取封站措施，2号线列车通过不停车。2008年8月1日，地铁北京站在售检票系统完工后复办客运业务，同时C口改为只出不进，D口实行地上售票。
2021年5月8日，本站开始加装站台至西厅扶梯，此次施工改造需对既有步梯、站台板进行拆除，6月29日投入运营，以往携带行李乘客在站厅滞留的情况因此有所缓解。东厅至站台扶梯的加装工程则于2021年9月28日完成，9月29日投入运营。